# ۶۰۵۶ دوناتلو
سیارک ۶۰۵۶ (به انگلیسی: 6056 Donatello، نامگذاری:2318T-3) شش هزار و پنجاه و ششمین سیارک کشف شده‌است که در ۱۶ اکتبر ۱۹۷۷ کشف شد.
قدر مطلق سیارک برابر ۱۳٫۲۰ است.